# Crónica Gala del año 511
La Crónica Gala del año 511 o Chronica Gallica del año 511 es una crónica tardoantigua anónima escrita en latín y conservada en un único manuscrito del siglo XIII que se encuentra en Madrid en la Biblioteca de la Universidad Complutense, ms. 134. Fue editada junto con la Crónica Gala del año 452 por Theodor Mommsen en Monumenta Germaniae Historica.

## Descripción
Semejante a su crónica homónima, fue escrita también en el sur de la Galia, probablemente de Arlés o Marsella. Las fuentes de su autor incluyen la crónica anterior, la de Sulpicio Severo, la de Hidacio, la de Orosio y los registros consulares imperiales. La crónica abarca el periodo comprendido entre 379 y 509/511, del que deriva su nombre. Siguiendo el estilo típico de este tipo de textos, proporciona información breve y precisa sobre los acontecimientos, pero sin datarlos, salvo de forma indirecta mediante la interpolación de los años de reinado de los emperadores; la situación en la que se produjeron los hechos debe reconstruirse, por tanto, a partir de los acontecimientos anteriores y posteriores. Es la única fuente que menciona la derrota y muerte de Antemio hacia el año 471.